# Conflit commercial autour de Boeing et d'Airbus
Le conflit commercial autour de Boeing et d'Airbus est un conflit commercial lié à des subventions par les États-Unis de Boeing et par l'Union européenne d'Airbus. C'est un conflit qui a fait l'objet de plusieurs plaintes à l'Organisation mondiale du commerce, au point d'être considéré comme le litige le plus important et long traité par l'OMC.

## Histoire
Depuis la perte du quasi-monopole des États-Unis sur le marché des avions de plus de cent places dans les années 1970, Airbus et Boeing s'affrontent sur le terrain judiciaire et s'accusent mutuellement de bénéficier de subventions illégales et de ne pas respecter un accord bilatéral signé entre les États-Unis et l'Union européenne (à l’époque CEE) en 1992.
Dans les années 1980, alors qu'Airbus devient un sérieux concurrent et parvient à percer le marché américain, les États-Unis reprochent aux européens de financer la conception et le développement des Airbus par des subventions gouvernementales. L'Union européenne s'inquiète également des subventions que reçoivent les constructeurs américains via les programmes de la NASA. 
Les programmes de défense et les négociations entre américains et européens visant à limiter les financements sur fonds publics gouvernementaux mènent à la signature en 1992 d'un « Accord UE/États-Unis sur les aéronefs civils gros porteurs », qui fixe le cadre des subventions publiques et impose aux deux parties des règles et des limites beaucoup plus strictes que celle de l'Organisation mondiale du commerce (OMC) : les aides publiques directes au financement d'un nouveau projet sont limitées à 33 % du coût de développement total, doivent être accordées à un taux d’intérêt qui ne peut être inférieur au coût du crédit pour l’État et doivent être remboursées dans un délai de 17 ans. Les aides indirectes sont quant à elle limitées à 3 % du chiffre d’affaires de l’aviation civile nationale des gros porteurs,.
En 1997, les Américains refusent une proposition européenne de renégocier le traité de 1992 mais en 2004, les États-Unis et l'Union européenne se mettent d'accord pour discuter d'une éventuelle révision de l’accord pour y inclure toutes les formes de financements publics. 
En mai 2004, Harry Stonecipher, président de Boeing, dénonce les subventions européennes liées à Airbus. En août 2004, alors que Boeing subit les conséquences des attentats du 11 septembre et qu'il vient de licencier 40 000 employés, George W. Bush, en pleine campagne pour l’élection présidentielle de novembre 2004, annonce lors d'un discours face à des ouvriers de Boeing, qu'il a demandé à Robert Zoellick, représentant américain au commerce, de signifier à l'Europe que les Américains estiment les subventions illégales et qu'il devait tout faire pour y mettre fin, y compris en portant plainte auprès de l'OMC. En octobre 2004, les États-Unis dépose effectivement une plainte et demande à l'OMC d'enquêter sur les financements européens depuis le lancement d'Airbus. Boeing estime ces aides à 40 milliards de dollars depuis 1969 et les États-Unis se retirent unilatéralement de l’accord de 1992. En réponse, Airbus porte aussi plainte devant l'OMC et dénonce les subventions illégales de Boeing. Airbus accuse Boeing d'avoir bénéficié de 18 milliards de financement direct ou indirect illégal à travers des déductions d’impôts de la part du gouvernement américain et des abattements fiscaux dans les états du Kansas, de l’Illinois et de Washington où sont basées les chaînes d'assemblage de Boeing, ainsi que des subventions déguisées sous forme de marchés attribués par le département de la Défense, des contrats de recherche et développement de la NASA dont les retombées civiles sont très importantes et des financements de compagnies aériennes japonaises pour le programme du Boeing 7E7 (devenu Boeing 787 ultérieurement),,. Airbus ajoute que la plainte de Boeing est motivée par des questions de politique intérieure, à quelques mois de l’élection présidentielle américaine. 
Le 11 janvier 2005, Boeing et Airbus se mettent d'accord pour tenter de trouver une solution à la querelle en dehors du cadre de l’OMC mais en juin 2005, à la suite du lancement du programme de conception de l’A350, Boeing et le gouvernement américain rouvrent le conflit commercial auprès de l'OMC, clamant qu’Airbus allait recevoir de nouvelles subventions illégales pour l'A350 et l'A380,. Airbus se retourne à son tour contre Boeing, l'accusant de recevoir des subventions pour le développement du 787. Pour le développement du futur A350, Airbus a décidé de ne pas utiliser les (habituelles) aides remboursables (proposées par l'Allemagne, l'Espagne, la France et le Royaume-Uni), pour adoucir les relations entre l'Union européenne et les États-Unis.
Au terme de cinq ans de procédures, l'OMC rend plusieurs jugements à la suite des différentes plaintes posées. L'OMC déclare le 24 mars 2010 qu'Airbus a reçu des aides illégales. En juillet 2010, l'OMC recommande dans un rapport final le remboursement des aides perçues par Airbus,. En septembre 2010, un rapport préliminaire de l'OMC déclare que les subventions accordées à Boeing ont violé les règles de l'OMC et doivent être retirées mais Boeing répond que le jugement ne représentait qu'une fraction de ce que Boeing reprochait à Airbus. Dans deux jugements différents rendus en mai 2011, l'OMC établit que les financements du Ministère de la Défense et de la NASA ne peuvent pas être utilisés pour financer des projets aéronautiques civils et que Boeing doit 5,3 milliards de dollars de subventions illégales. En mai 2011, le Corps d'appel de l'OMC, casse le précédent jugement de l’OMC rendu en septembre 2010 et établissant que les aides apportées par l'Europe étaient illégales. Le nouveau jugement établit que ces financements ne visaient pas à stimuler les exportations et que les partenariats publics-privés peuvent continuer mais une partie des 18 milliards de dollars doit cependant être remboursée.
Le 12 mars 2012, l'organe d'appel de l'OMC confirme l'illégalité des subventions versées à Boeing et confirme la légalité des prêts remboursables octroyés à Airbus. L'OMC confirme que Boeing a reçu 5,3 milliards de dollars illégalement créant un préjudice commercial pour Airbus d’environ 45 milliards et déclare que Boeing et les États-Unis ont un délai de 6 mois pour changer leur mode de financement,.
Le 22 septembre 2016, l'Organisation mondiale du commerce (OMC) estime que l'Union européenne ne s'est toujours pas mise en conformité concernant les subventions accordées à Airbus, les considérant comme abusives. Ce jugement permettrait aux États-Unis de mettre en place des sanctions commerciales vis-à-vis de l'Union européenne de l'ordre de 10 milliards de dollars. En mai 2018, l'organe d'appel de l'OMC confirme ce dernier jugement. En novembre 2016, l'OMC dénonce certaines subventions délivrés à Boeing en lien avec le programme 777X, puis en juin 2017, l'OMC dénonce certaines exemptions fiscales de Boeing entre 2013 et 2015.
En avril 2019, les États-Unis menacent de mettre en place une augmentation de droits de douane sur un volume d'échanges de 11 milliards de dollars. En octobre 2019, les États-Unis annoncent l'augmentation de droits de douane sur des produits européens concernant un volume d'échanges de 7,5 milliards de dollars, avec l'accord de l'OMC. Ainsi les droits de douane sur les avions européens notamment donc des avions Airbus, augmentent de 10 %. Des droits de douane 25 % sont également mis en place sur le vin et le fromage, l'huile d'olive, le whisky, le parmesan, certaines confection de vêtement ainsi que certaines machines-outils. Ces sanctions ciblent plus particulièrement la France, l'Allemagne, le Royaume-Uni et l'Espagne. En décembre 2019, l'OMC confirme une nouvelle fois que les aides d'Airbus ne sont pas en conformités avec la réglementation de l'OMC. En mars 2020, les États-Unis ont augmenté des droits de douane de 10 % à 15 % sur les avions Airbus.
En juillet 2020, Airbus annonce des modifications contractuelle pour s'aligner sur une décision de l’Organisation mondiale du commerce (OMC) sur les subventions, afin d'éviter des droits de douane américains. En particulier avec une modification des taux d’intérêt et de risques des contrats d’investissement de lancement remboursable (RLI),. En août 2020, les États-Unis modifient à la marge les produits qui sont victimes de sanctions commerciales, en supprimant des produits agricoles britanniques et grecs et en rajoutant des produits français et allemands.
En octobre 2020, l'OMC permet à l'Union européenne d'augmenter ses droits de douane vis-à-vis des États-Unis de 4 milliards de dollars. Ces sanctions sont mis en place en novembre 2020, avec des augmentations de droits de douane de 15 % sur les avions de Boeing et de 25 % sur certains produits agricoles américains comme la molasse, le jus d'orange ou certains spiritueux,.
En décembre 2020, en réponse les États-Unis mettent en place des droits de douane supplémentaires contre le secteur de la construction aérienne français et allemand et certains vins et spiritueux provenant de France et d'Allemagne, comme le cognac,.
En juin 2021, les États-Unis et l'Union européenne annoncent s'être entendus sur un accord pour suspendre pendant 5 ans leurs sanctions respectives liées au conflit entre Airbus et Boeing, ces sanctions étaient déjà suspendues mais seulement pour 4 mois initialement,.